# Pincourt
Pincourt är en stad (kommun av typen ville) i provinsen Québec i Kanada. Den ligger på ön Île Perrot i regionen Montérégie, i den sydöstra delen av landet, 130 km öster om huvudstaden Ottawa.
Kommunen är officiellt tvåspråkig (franska och engelska), med 47 % fransktalande och 40 % engelsktalande (modersmålstalare) vid folkräkningen 2021.